# Шишикино
Шиши́кино — деревня в Вачском районе Нижегородской области. Входит в состав Арефинского сельсовета.

## История
Деревня впервые упоминается в писцовых книгах 1629-30 годов, в ней было 12 дворов крестьянских, 6 бобыльских и 14 пустых.
В конце XIX — начале XX века деревня входила в состав Арефинской волости Муромского уезда Владимирской губернии. В 1859 году в деревне числилось 37 дворов, в 1905 году — 39 дворов, в 1926 году — 62 дворов.
С 1929 года деревня являлась центром Шишикинского сельсовета Вачского района Горьковского края, с 1931 года — в составе Большезагаринского сельсовета, с 1936 года — в составе Горьковской области, с 1960 года — в составе Арефинского сельсовета.

## Население
| 1859 | 1905 | 1926 | 1999 | 2002 | 2010 |
| ---- | ---- | ---- | ---- | ---- | ---- |
| 252  | ↘248 | ↗282 | ↘12  | ↘7   | ↘4   |

Количество жителей Шишикино всё время сокращается и, по мнению газеты «Нижегородские новости», деревня может прекратить своё существование в ближайшие годы. Что и подтвердилось. На 2008 год в Шишикино никто не проживает. Таким образом, деревня является нежилой.